# Жмакин, Василий Павлович
Василий Павлович Жмакин (1898—1963) — Гвардии полковник Советской Армии, участник Великой Отечественной войны, Герой Советского Союза (1945).

## Биография
Василий Жмакин родился 15 (27) декабря 1898 года в посёлке Песочня (ныне — Киров Калужской области). Работал на чугунолитейном заводе. В 1918 году Жмакин добровольно пошёл на службу в Рабоче-крестьянскую Красную Армию. Участвовал в боях Гражданской войны. В 1922 году он окончил Харьковскую военно-политическую школу. Начало Великой Отечественной войны Жмакин встретил в должности командира 7-го отдельного дивизиона бронепоездов Закавказского военного округа. С октября 1941 года — на фронтах Великой Отечественной войны. В 1943 году Жмакин окончил курсы усовершенствования офицерского состава. Принимал участие в освобождении Украинской ССР, в том числе Киева, Житомира и Львова. В боях трижды ранен. К апрелю 1945 года гвардии полковник Василий Жмакин командовал 384-м гвардейским тяжёлым самоходно-артиллерийским полком 7-го гвардейского танкового корпуса 3-й гвардейской танковой армии 1-го Украинского фронта. Отличился во время штурма Берлина.
Жмакин организовал поддержку наступления корпуса во время прорыва вражеской обороны на реке Шпрее. 16-27 апреля 1945 года полк Жмакина уничтожил более 1000 вражеских солдат и офицеров, подбил 4 и захватил ещё 3 немецких танка, уничтожил 3 САУ, 4 миномёта, 2 артиллерийские батареи.
Указом Президиума Верховного Совета СССР от 27 июня 1945 года за «образцовое выполнение заданий командования и проявленные при этом мужество и героизм» гвардии полковник Василий Жмакин был удостоен высокого звания Героя Советского Союза с вручением ордена Ленина и медали «Золотая Звезда» за номером 7667.
В 1946 году Жмакин был уволен в запас. Проживал и работал в городе Кисловодске Ставропольского края, скончался 20 мая 1963 года.

## Награды
- Медаль «Золотая Звезда»;
- два ордена Ленина;
- два ордена Красного Знамени;
- орден Александра Невского;
- орден Отечественной войны 1 степени;
- орден Красной Звезды;
- медали[1][2].

## Память
В честь Василия Павловича Жмакина названы улицы в Кирове и Кисловодске.